# Albert Schmidt House and Studio
L'Albert Schmidt House and Studio est une maison américaine dans le comté de Santa Fe, au Nouveau-Mexique. Construite à compter de 1922, cette bâtisse dans le style Pueblo Revival a été habitée par le peintre Albert Schmidt. Elle est inscrite au Registre national des lieux historiques depuis le 25 juillet 2003.